# Unione Sportiva Cremonese 1973-1974
Questa voce raccoglie le informazioni riguardanti l'Unione Sportiva Cremonese nelle competizioni ufficiali della stagione 1973-1974.

## Stagione
Nella stagione 1973-1974 la Cremonese ha disputato il girone B del campionato di Serie C, classificandosi ottava con 40 punti, nel torneo vinto dalla Sambenedettese con 54 punti, che gli hanno permesso di salire in Serie B. Sul fronte societario è l'anno della ripresa definitiva della carica di presidente di Domenico Luzzara dopo l'intermezzo di Luciano Grandi. Il tecnico Titta Rota decide di puntare sui giovani, affidandosi a una nidiata di talenti in sboccio, che negli anni a venire darà grandi soddisfazioni. Tra questi segnaliamo Giancarlo Finardi ed il futuro campione del mondo Antonio Cabrini. Altra stagione da incorniciare per Emiliano Mondonico creatore di gioco ma anche finalizzatore con 16 centri.

## Rosa
| N. |                   | Ruolo | Calciatore             |
| -- | ----------------- | ----- | ---------------------- |
|    | Italia (bandiera) | D     | Fausto Barboglio       |
|    | Italia (bandiera) | D     | Vittorio Belotti       |
|    | Italia (bandiera) | C     | Giuseppe Borsotti      |
|    | Italia (bandiera) | D     | Antonio Cabrini        |
|    | Italia (bandiera) | A     | Fortunato Cappellaccio |
|    | Italia (bandiera) | D     | Gianfranco Cassago     |
|    | Italia (bandiera) | D     | Luciano Cesini         |
|    | Italia (bandiera) | A     | Cristino Chigioni      |
|    | Italia (bandiera) | C     | Giancarlo Finardi      |

| N. |                   | Ruolo | Calciatore             |
| -- | ----------------- | ----- | ---------------------- |
|    | Italia (bandiera) | D     | Bruno Mariani          |
|    | Italia (bandiera) | A     | Giuseppe Mazzoleri     |
|    | Italia (bandiera) | C     | Bruno Minini           |
|    | Italia (bandiera) | A     | Emiliano Mondonico     |
|    | Italia (bandiera) | C     | Walter Novellino       |
|    | Italia (bandiera) | P     | Pietro Pianta          |
|    | Italia (bandiera) | A     | Gianbattista Quartieri |
|    | Italia (bandiera) | C     | Alberto Sironi         |
|    | Italia (bandiera) | P     | Massimo Luigi Venturi  |

## Risultati

### Serie C

#### Girone di andata
| Arbitro: | Ambrosio (Napoli) |

|                       |           |  |
| Bergamo 56’ Ciani 66’ | Marcatori |  |

| Cremona 23 settembre 1973 2ª giornata | Cremonese         | 0 – 0 | Piacenza | Stadio Giovanni Zini\| Arbitro: \| Andreoli (Padova) \| |
| Arbitro:                              | Andreoli (Padova) |       |          |                                                         |

| Arbitro: | Foschi (Forlì) |

|            |           |  |
| Amenta 71’ | Marcatori |  |

| Cremona 7 ottobre 1973 4ª giornata | Cremonese         | 0 – 0 | Sambenedettese | Stadio Giovanni Zini\| Arbitro: \| Barboni (Firenze) \| |
| Arbitro:                           | Barboni (Firenze) |       |                |                                                         |

| Montevarchi 14 ottobre 1973 5ª giornata | Montevarchi   | 0 – 0 | Cremonese | Stadio Gastone Brilli Peri\| Arbitro: \| Lupi (Genova) \| |
| Arbitro:                                | Lupi (Genova) |       |           |                                                           |

| Arbitro: | Iseppi (San Donà di Piave) |

|               |           |  |
| Novellino 47’ | Marcatori |  |

| Arbitro: | Crista (Livorno) |

|             |           |                  |
| Ragazzi 40’ | Marcatori | 88’ Cappellaccio |

| Arbitro: | Fuschi (Pescara) |

|                                 |           |                   |
| Mazzoleri 58’ Caputi 73’ (aut.) | Marcatori | 30’, 70’ Ferrario |

| Arbitro: | Marino (Taranto) |

|                                                         |           |               |
| Marchetti 51’ Zanotti 52’, 84’ Piccoli 60’ Di Prete 86’ | Marcatori | 65’ Mondonico |

| Arbitro: | Migliore (Salerno) |

|             |           |                    |
| Cassago 27’ | Marcatori | 32’, 67’ Scanziani |

| Arbitro: | Baldi (Roma) |

|  |           |                            |
|  | Marcatori | 63’ Chigioni 65’ Mondonico |

| Arbitro: | D'Astore (Casarano) |

|                    |           |                    |
| Boscolo 89’ (rig.) | Marcatori | 73’ (aut.) Colusso |

| Arbitro: | Celli (Trieste) |

|              |           |  |
| Chigioni 70’ | Marcatori |  |

| Arbitro: | Chiri (Mantova) |

|                    |           |                 |
| Mondonico 46’, 66’ | Marcatori | 79’ Schifilliti |

| Arbitro: | Bitocchi (Tivoli) |

|              |           |  |
| Bressani 33’ | Marcatori |  |

| Arbitro: | Rizza (Siracusa) |

|                          |           |  |
| Chigioni 51’ Cassago 86’ | Marcatori |  |

| Arbitro: | Fiumara (Roma) |

|             |           |            |
| Bagatti 46’ | Marcatori | 52’ Sironi |

| Sassari 20 gennaio 1974 18ª giornata | Torres           | 0 – 0 | Cremonese | Stadio Acquedotto\| Arbitro: \| Tempio (Catania) \| |
| Arbitro:                             | Tempio (Catania) |       |           |                                                     |

| Arbitro: | Laurenti (Padova) |

|               |           |  |
| Mondonico 61’ | Marcatori |  |

#### Girone di ritorno
| Arbitro: | Morato (Padova) |

|           |           |             |
| Minini 7’ | Marcatori | 89’ Frisoni |

| Arbitro: | Esposito (Torre Annunziata) |

|                               |           |               |
| Montenegro 25’ Corbellini 55’ | Marcatori | 23’ Mazzoleri |

| Arbitro: | Ambrosio (Napoli) |

|               |           |               |
| Mondonico 40’ | Marcatori | 20’, 65’ Cini |

| Arbitro: | Celli (Trieste) |

|           |           |  |
| Catto 71’ | Marcatori |  |

| Arbitro: | Zanchetta (Treviso) |

|                      |           |               |
| Mondonico 72’ (rig.) | Marcatori | 69’ Donatello |

| La Spezia 17 marzo 1974 25ª giornata | Spezia           | 0 – 0 | Cremonese | Stadio Alberto Picco\| Arbitro: \| Bronzino (Monza) \| |
| Arbitro:                             | Bronzino (Monza) |       |           |                                                        |

| Arbitro: | D'Astore (Casarano) |

|                            |           |  |
| Mazzoleri 35’ Chigioni 45’ | Marcatori |  |

| Arbitro: | Lupi (Genova) |

|                     |           |                    |
| Ferrario 48’ (rig.) | Marcatori | 59’ (rig.) Finardi |

| Arbitro: | Selicorni (Milano) |

|                                       |           |  |
| Mondonico 34’ (rig.) Cappellaccio 54’ | Marcatori |  |

| Arbitro: | Agate (Torino) |

|                |           |               |
| Bercellino 14’ | Marcatori | 33’ Mondonico |

| Arbitro: | Terpin (Trieste) |

|                      |           |                          |
| Mondonico 89’ (rig.) | Marcatori | 33’ Vitali 39’ Cassarino |

| Arbitro: | Baldi (Roma) |

|                                  |           |                        |
| Finardi 61’ Mondonico 82’ (rig.) | Marcatori | 64’ Boscolo 89’ Blasig |

| Giulianova 5 maggio 1974 32ª giornata | Giulianova       | 0 – 0 | Cremonese | Stadio Rubens Fadini\| Arbitro: \| Crista (Livorno) \| |
| Arbitro:                              | Crista (Livorno) |       |           |                                                        |

| Arbitro: | Baldoni (Ancona) |

|               |           |               |
| Cavallito 21’ | Marcatori | 45’ Novellino |

| Arbitro: | Romanetti (Messina) |

|                      |           |             |
| Mondonico 60’ (rig.) | Marcatori | 8’ Biliotti |

| Arbitro: | Casaburi (Napoli) |

|  |           |                           |
|  | Marcatori | 37’, 66’ (rig.) Mondonico |

| Arbitro: | Tempio (Catania) |

|                                     |           |  |
| Cassago 1’ Mondonico 63’ (rig.) 75’ | Marcatori |  |

| Cremona 9 giugno 1974 37ª giornata | Cremonese        | 0 – 0 | Torres | Stadio Giovanni Zini\| Arbitro: \| Falasca (Chieti) \| |
| Arbitro:                           | Falasca (Chieti) |       |        |                                                        |

| Arbitro: | Bronzino (Monza) |

|                 |           |                    |
| Agostinelli 17’ | Marcatori | 35’, 70’ Mondonico |